# Lasiodora mariannae
Lasiodora mariannae är en spindelart som beskrevs av Cândido Firmino de Mello-Leitão 1921. 
Lasiodora mariannae ingår i släktet Lasiodora och familjen fågelspindlar. Inga underarter finns listade i Catalogue of Life.